# モノリシックマイクロ波集積回路
モノリシックマイクロ波集積回路 (英: monolithic microwave integrated circuit、略称MMIC) とはマイクロ波集積回路 (MIC) の一種で従来はディスクリート部品（単機能の部品）で構成されていたマイクロ波回路を、微細加工技術により単一の半導体基板上に形成した集積回路である。高周波デバイスの一種で通信機等のマイクロ波高周波回路の小型化、高信頼化に貢献する。

## 概要
ガリウム砒素（GaAs）やシリコンゲルマニウム（SiGe）等の基板上に増幅器、変調回路、RFスイッチ、信号処理回路等の回路を形成する。

## 用途
携帯電話、無線LAN、GPS受信機、車載レーダー、電磁波人命探査装置、見守りセンサーなどに使用される。